# Liste der Monuments historiques in Esbly
Die Liste der Monuments historiques in Esbly führt die Monuments historiques in der französischen Gemeinde Esbly auf.

## Liste der Bauwerke
| Bezeichnung           | Beschreibung        | Standort                      | Kennzeichnung | Schutzstatus | Datum | Bild           |
| --------------------- | ------------------- | ----------------------------- | ------------- | ------------ | ----- | -------------- |
| Pont de la Libération | Brücke, erbaut 1948 | Route départementale 5 (Lage) | PA00086950    | Inscrit      | 1965  | weitere Bilder |

## Liste der Objekte
Zum Verständnis siehe: Kirchenausstattung
| Bezeichnung                             | Beschreibung           | Standort                              | Kennzeichnung | Schutzstatus | Datum | Bild           |
| --------------------------------------- | ---------------------- | ------------------------------------- | ------------- | ------------ | ----- | -------------- |
| Hauptaltar mit Retabel und Chorschranke | Holz, 17. Jahrhundert  | in der Kirche St-Jean-Baptiste (Lage) | PM77004279    | Inscrit      | 1984  |                |
| Taufbecken                              | Stein, 17. Jahrhundert | in der Kirche St-Jean-Baptiste (Lage) | PM77004076    | Inscrit      | 1982  | weitere Bilder |
| Retabel an der Südseite                 | Holz, 17. Jahrhundert  | in der Kirche St-Jean-Baptiste (Lage) | PM77000605    | Classé       | 1982  |                |
| Gemälde Rückkehr aus Ägypten            | 1695                   | in der Kirche St-Jean-Baptiste (Lage) | PM77000603    | Classé       | 1957  |                |
| Gemälde Taufe Jesu                      | im Hauptaltar, 1695    | in der Kirche St-Jean-Baptiste (Lage) | PM77000604    | Classé       | 1957  |                |